# 의지의 승리
《의지의 승리》(意志의 勝利, 독일어: Triumph des Willens)는 1935년 레니 리펜슈탈이 제작한 선전 영화이다. 뉘른베르크에서 열린 1934년 국가사회주의 독일 노동자당(나치당)의 뉘른베르크 전당대회를 촬영한 다큐멘터리 영화이며, 영화 역사상 가장 강력한 선전 영화이다. 선전 영화라는 명백한 목적을 가지고 제작된 다큐멘터리이지만, 미학적으로 매우 뛰어나며 선진적인 촬영 기법을 도입했다.
아돌프 히틀러가 뉘른베르크 전당대회에 참가하기 위해 비행기를 타고 오는 장면으로 시작하는데, 이것은 히틀러가 마치 신적인 존재처럼 강림한다는 것을 암시한다. 이어서 전당대회에 참여한 군중들의 질서 정연한 행진, 히틀러의 연설 내용 등을 웅장하게 묘사한다.
이 영화는 훗날 만들어진 모든 선전 영화의 모범이 되었으며, 몇몇 장면은 선전 영화 뿐만 아니라 여러 영화에서 빌려 쓰고 있다. 예를 들어, 《스타워즈 에피소드 4 - 새로운 희망》 끝 부분에서 한 솔로와 루크 스카이워커가 레아 공주로부터 훈장을 받는 장면은 영화 《의지의 승리》와 시각적으로 유사하며, 같은 배경 음악을 사용하고 있다.

## 줄거리
이 영화는 제1차 세계 대전과 베르사유 조약, 히틀러의 수상 임명 이후 경과된 시간, 그리고 1934년 9월 5일 뉘른베르크 방문으로 절정을 이루는 현재 시점을 설정하는 프롤로그로 시작된다. 이는 영화 전체에서 유일한 해설이다.
1일차: 영화는 도시 위의 구름을 보여주는 장면으로 시작하여, 구름을 뚫고 아래에 모인 군중 위로 떠오르며 장면의 아름다움과 웅장함을 묘사하고자 한다. 호르스트 베셀의 노래의 오케스트라 편곡이 흐르는 가운데, 히틀러의 비행기 그림자가 아래를 행진하는 작은 인물들 위로 십자 형태로 지나가는 것이 보인다. 뉘른베르크 공항에 도착하자 히틀러와 다른 나치 지도자들은 비행기에서 내리고, 우레와 같은 박수와 환호하는 군중을 맞는다. 그는 이후 동등하게 열광하는 사람들을 지나 뉘른베르크로 운전되어 그의 호텔로 향하고, 그곳에서 밤에 집회가 열린다.
2일차: 둘째 날은 리하르트 바그너의 뉘른베르크의 명가수 3막 전주곡(Wach Auf!)의 발췌곡과 함께 새벽 뉘른베르크의 모습으로 시작된다. 이어서 제국당 대회 개막을 준비하는 참석자들의 몽타주와 루이트폴트 아레나에 도착하는 나치 고위 관리들의 영상이 이어진다. 그리고 영화는 루돌프 헤스가 대회 시작을 알리는 개막식으로 넘어간다. 카메라는 나치 고위층 대부분을 소개하고, 요제프 괴벨스, 알프레트 로젠베르크, 한스 프랑크, 프리츠 토트, 로베르트 라이 및 율리우스 슈트라이허를 포함한 그들의 개막 연설을 담는다. 다음으로 영화는 주로 삽을 든 남성들의 준군사 훈련으로 구성된 국가노동봉사단 (노동봉사단)을 위한 야외 집회로 넘어간다. 이곳에서 히틀러는 노동봉사단의 장점을 언급하고 독일 재건을 위한 그들의 노력을 칭찬하는 첫 연설을 한다. 그 후 그 날은 SA 횃불 행진과 불꽃놀이로 마무리되며, 빅토르 루체가 군중에게 연설한다.
3일차: 셋째 날은 연병장에서의 히틀러 청소년단 집회로 시작된다. 다시 카메라는 나치 고위 인사들의 도착과 발두어 폰 시라흐의 히틀러 소개를 담는다. 히틀러는 청소년단에게 연설하며, 군국주의적 용어로 그들이 어떻게 스스로를 단련하고 희생을 준비해야 하는지를 묘사한다. 베르너 폰 블롬베르크 장군을 포함한 모든 참석자들은 그 후 독일 국방군 기병대와 다양한 장갑차량이 등장하는 군사 퍼레이드 및 사열을 위해 집합한다. 그 날 밤 히틀러는 횃불 아래 하급 당 관리들에게 또 다른 연설을 전달하며, 나치가 권력을 잡은 지 1주년을 기념하고 당과 국가가 하나의 실체임을 선언한다.
4일차: 넷째 날은 영화의 클라이맥스로, 가장 기억에 남는 이미지가 제시된다. 하인리히 힘러와 빅토르 루체가 옆에 선 히틀러는 15만 명 이상의 SA와 SS 병사들이 정렬한 길고 넓은 공간을 걸어 제1차 세계 대전 기념비에 화환을 바친다. 히틀러는 그 후 퍼레이드하는 SA와 SS 대원들을 사열하고, 이어서 히틀러와 루체는 몇 달 전 SA의 장검의 밤 숙청에 대해 논의하는 연설을 한다. 루체는 정권에 대한 SA의 충성심을 재확인하고, 히틀러는 에른스트 룀이 저지른 모든 범죄에서 SA를 사면한다. 새 당 깃발은 뮌헨 폭동 당시 쓰러진 나치 당원들이 들고 다녔다고 전해지는 블루트파네에 닿게 하여 봉헌되고, 뉘른베르크 성모 성당 앞에서 최종 퍼레이드가 끝난 후 히틀러는 폐막 연설을 한다. 연설에서 그는 독일 내에서 나치 당의 우위성을 재확인하며 "모든 충성스러운 독일인들은 국가사회주의자가 될 것이다. 오직 최고의 국가사회주의자만이 당 동지이다!"라고 선언한다. 이어서 헤스는 모인 군중에게 히틀러를 위한 마지막 지크 하일 경례를 이끌며 당 대회 폐회를 알린다. 카메라가 거대한 스와스티카 깃발에 초점을 맞추는 동안 모든 군중은 호르스트 베셀의 노래를 부르는데, 이 깃발은 가사 "적색 전선과 반동주의자들에게 총살당한 동지들이 우리 행렬에서 영혼으로 함께 행진한다"가 불리는 동안 나치 당복을 입은 그림자 같은 인물들의 줄로 서서히 사라진다.

## 출연

### 주연
- 아돌프 히틀러

### 조연
- 막스 아만
- 마르틴 보어만
- 발터 부히
- 발터 다레